# 19857 Амандаджейн
19857 Амандаджейн (2000 UC11, 1986 TD8, 1986 VN5, 1986 XD2, 1999 LS19, 19857 Amandajane) — астероїд головного поясу, відкритий 19 жовтня 2000 року.
Тіссеранів параметр щодо Юпітера — 3,581.